# Канівець Віктор Іванович
Канівець Віктор Іванович (нар. 18 липня 1937, смт Золочів Харківської області) — український вчений-ґрунтознавець, відомий в Україні та за її межами, доктор сільськогосподарських наук з ґрунтознавства, професор, дійсний член (академік) Української екологічної академії наук.

## Біографія
Віктор Іванович народився 18 липня 1937 року в с. Золочів Харківської області.
У 1956 році вступив до Харківського сільськогосподарського інституту ім. В. В. Докучаєва, який закінчив у 1960 році.
З 1960 по 1963 роки працював інженером-ґрунтознавцем у Харківській філії Укрземпроекту.
Закінчив аспірантуру в Інституті ґрунтознавства та агрохімії.
З 1963 року  працював в Інституті ґрунтознавства та агрохімії Південного відділення ВАСГНІЛ (м. Харків), з 1967 року старший науковий співробітник, з 1974 року заступник директора з наукової роботи, з 1981 року завідувач лабораторії ґрунтової мікробіології.
У 1987 році захистив докторську дисертацію на тему: «Буроземоутворення і глеєутворення в ґрунтах регіону Українських Карпат».
З 1998 року головний науковий співробітник Інституту сільськогосподарської мікробіології УААН (Чернігів).
З 2001 року завідувач кафедри аграрних технологій Чернігівського державного інституту економіки й управління.

## Наукова діяльність
Віктор Іванови автор 148 наукових робіт, більшість яких є авторськими, у тому числі 14 наукових праць у періодичних виданнях АН СРСР.
Сфера наукових інтересів охоплює генезис ґрунтів, проблеми підвищення їхньої родючості, охорону ґрунтів, мікробіологічні процеси в них, бактеріологічні засоби підвищення врожайності сільськогосподарських культур. Запропонував теорію ґрунтотворення у Карпатському регіоні; з'ясував мікробіологічні причини втоми ґрунтів, розробив заходи з обмеження розвитку цього явища при вирощуванні цукрових буряків і озимої пшениці.
Останніми роками опублікував серію робіт з історії українського ґрунтознавства.
Автор розділів в «Атласе почв Украинской ССР» (1979), «Полевом определителе почв» (1981), кн. «Почвы Украины и повышение их плодородия» (т. 1, 1988), монографії «Процеси ґрунтоутворення в буроземно-лісовій зоні і класифікація буроземів» та ін.
Має почесне звання «Заслужений винахідник СРСР».